# Петрусевич, Алексей Фёдорович
Алексей Фёдорович Петрусевич (1912 — ?) — советский инженер-конструктор, лауреат Сталинской и Ленинской премий.

## Биография
Родился 12.02.1912 в Москве.
Окончил Московский авиационный техникум (1934).
В 1934 конструктор на заводе № 156, Москва (1934). Конструктор на авиазаводах № 84 (г. Химки), № 21 (г. Горький), начальник конструк торской бригады завода № 153 им. Чкалова (Новосибирск), старший инженер на заводах № 30, 156, 381 (Москва) (1935—1946). В 1946—1949 гг. начальник КБ № 30 (Москва).
С 1949 — на заводе «Электрохимприбор»: начальник КБ, член технического совета, в 1951—1968 начальник отдела 065 (отдел механизации и нестандартного оборудования).
Специалист в области авиационной промышленности и приборостроения. Работал под руководством авиаконструкторов А. П. Поликарпова, К. А. Виганта, С. А. Лавочкина, А. П. Голубкова.
Участвовал в разработке вооружений для военных самолетов, в разработке конструкции десантного самолета, в создании приборов и средств технического оснащения заводов: поточной линии сборки специальных изделий, автоматической роторной линии для прессования заготовок, в проектировании и внедрении электрографической установки и установки электронно-лучевой сварки и т. д.
Член ГЭК МИФИ.
Лауреат Сталинской премии(1954)- за разработку и внедрение в промышленность электромагнитного метода разделения изотопов и получение этим методом лития-6. Лауреат Ленинской премии (1961) - за разработку и внедрение новой техники.